# Lista de subdivisões do País de Gales por densidade populacional
Esta é uma lista das Principal Areas por densidade populacional.
| Posição | Principal Area     | População / km² |  |
| ------- | ------------------ | --------------- |  |
| 1       | Cardiff            | 4.263           |  |
| 2       | Newport            | 734             |  |
| 3       | Torfaen            | 717             |  |
| 4       | Blaenau Gwent      | 631             |  |
| 5       | Caerphilly         | 614             |  |
| 6       | Swansea            | 597             |  |
| 7       | Rhondda Cynon Taff | 547             |  |
| 8       | Bridgend           | 530             |  |
| 9       | Merthyr Tydfil     | 496             |  |
| 10      | Vale of Glamorgan  | 365             |  |
| 11      | Flintshire         | 343             |  |
| 12      | Neath Port Talbot  | 307             |  |
| 13      | Wrexham            | 261             |  |
| 14      | Denbighshire       | 113             |  |
| 15      | Monmouthshire      | 103             |  |
| 16      | Conwy              | 99              |  |
| 17      | Anglesey           | 96              |  |
| 18      | Carmarthenshire    | 74              |  |
| 19      | Pembrokeshire      | 74              |  |
| 20      | Gwynedd            | 46              |  |
| 21      | Ceredigion         | 44              |  |
| 22      | Powys              | 25              |  |